# Windows Live Mail
Windows Live メール（ウィンドウズ ライブ メール）とは、マイクロソフトの電子メールおよびニュースグループ送受信用クライアントソフトウェア（電子メールクライアントおよびニュースリーダー）である。

## 概要
Windows Essentialsに含まれているアプリケーションのひとつである。
Windows Live メールはプロバイダーメールだけでなく、オンラインメールなど複数の電子メールアカウントを一括管理できることが特徴である。Windows Live メールはOutlook ExpressとWindows Mailの後継という位置づけでWindows Mailと同じチームによって開発された。
開発中はWindows Live Mail desktopと呼ばれていた。2007年5月7日、それまでの名称 Windows Live Mail desktop から Windows Live Mail への変更が開発元のブログ上で発表された。
なおマイクロソフトは、2005年11月1日にMSN HotmailをWindows Live Mailと改称する計画を発表しベータテストを開始したが、正式サービス開始前の2007年2月8日にWindows Live Hotmailに再変更している。本アプリケーションと同一の名前が使われていたがとくに関連はない。
2016年6月30日にて、このアプリケーションからOutlook.comのメール送受信が不可能になった。
2017年1月10日にて、ダウンロードによる提供とすべてのサポートを終了した。

## 機能
Windows Live メールは以下の機能を持っている。
- タイトルバーはWindows Vista · Windows 7 のようなデザイン
- オフラインでも電子メールの管理が可能
- 複数の電子メールアカウントを1つで管理
- フォトメール、デジタル写真の共有
- RSS フィードの購読や管理
- 電子メールをすばやく検索
- メッセージを簡単に、Windows Live Spacesに投稿できる
- Windows Live Messenger、Windows Live Writerとの連動
- 画像付きのメール作成
- Windows Live Hotmail への対応
- Gmail/Google Mail への対応
- Yahoo! メール への対応
- Outlookのようなマルチラインメッセージリスト
- Emoticons （IM に用いられる感情表現のアニメーション）
- スペルチェック
- 異なるPOPアカウントの為の別々のインボックスフォルダ

## バージョン

### Version 2008 （Build 12.0）
2007年11月6日(アメリカ時間)に正式版としてリリース。
2007年11月8日、日本においても「Windows Live おすすめパック」のひとつとして発表される。

### Version 2009 （Build 14.0）
2009年1月7日(アメリカ時間)に「Windows Live おすすめパック」のバージョンアップとしてリリース。
対応OSは、Windows XP/Windows Vista/Windows 7/Windows Server 2008である。
Windows XPがサポートされる最後のバージョンとなった。
カレンダー機能が追加され、Windows Live カレンダーとの連携が可能となった。また、ツールバーにアイコンがないインターフェースとなった。

### Version 2011 （Build 15.4）
2010年9月30日(アメリカ時間)、Windows Live Essentials 2011としてリリース。
対応OSは、Windows Vista/Windows 7/Windows Server 2008である。
Windows Vistaがサポートされる最後のバージョンとなった。
リボンインターフェースが採用された。

### Version 2012 （Build 16.4）
2012年8月7日(アメリカ時間)、Windows Essentials 2012としてリリース。
対応OSは、Windows 7/Windows 8/Windows Server 2008 R2である。
Windows 10は動作サポート外である。

## 利用上の注意
OAuth 2.0に非対応
本ソフトはOAuth 2.0方式の認証に対応していない。リリース当初はWebメールへの対応を謳っていたが、Gmailなどでは2014年頃からOAuth 2.0での認証を必須としているため、通常は利用できなくなった。Gmailについては、推奨されていないが「安全性の低いアプリの許可」を有効にすることで利用できる。
文字コードの指定
本ソフトを利用してメール送信する際に、「－」（全角ハイフン、減算記号、JIS16進コード：「215d」）などを含んでいると、既定のエンコードを日本語(JIS)を選択していてもUnicode(UTF-8)でエンコードされたメールが送信されてしまう。Unicode(UTF-8)形式のメールをサポートしていない古いメールクライアントで受信した場合に問題が発生するため、マイクロソフト社は画像や絵文字を本文中に含む場合は「－」「～」等の文字を含めないよう送信者側で注意するようにアナウンスしている。
メッセージの日付指定で検索
バージョン2011/2012では、「メッセージの検索」の条件のうち、日付「以前に受信したメッセージ」で検索を行うと、日付以降のメッセージが検索結果として表示される。ユーザ間のコミュニティでは、「以後」の検索結果にフラグを付けてから「フラグなし」を検索すれば期待した結果が得られるとの回避策の提案がなされている。
振り分け設定
受信したメールの差出人に表示名が設定されていると、そのメールを差出人メールアドレスで振り分けられない。メッセージルールは表示名を振り分け条件として設定する必要がある。